# Moment (SMAP의 노래)
〈Moment〉는 SMAP의 48번째 싱글이다. 2012년 8월 1일에 빅터 엔터테인먼트에서 발매되었다.

## 개요
- SMAP은 전작 싱글 〈거꾸로 된 하늘〉 이후 약 3개월 만의 싱글이다. 본작 발매 1주일 후에는 앨범 〈GIFT of SMAP〉도 발매되었다.
- 통상 반, 초회 한정반, 4,200장 한정반의 3가지 형태로 발매되었다. 초회 한정반에는 표제 곡 〈Moment〉의 프로모션 비디오가 실린 DVD가 수록되었. 또한, 공통으로 〈SMAP 콘서트 투어 2012 백 스테이지 초대 시책 추첨 응모권〉이 동봉되어 있다 (다만 통상 반은 첫회 프레스 분만 봉입).
- 타이틀 곡 〈Moment〉는 멤버 나카이 마사히로가 메인 캐스터로 임명 된 《TBS 런던 올림픽 2012》의 테마 송으로,[1] SMAP의 싱글 곡이 TBS의 올림픽 테마 송으로 기용된 것은 〈이 순간, 분명 꿈이 아니다〉에 이은 2번째이다. 작사·작곡은 사카낙션의 보컬 야마구치 이치로이다. 야마구치가 SMAP에 악곡을 제공하는 것은 2010년 SMAP의 19번째 정규 앨범 〈We are SMAP!〉에 수록된 "Magic Time"이후 2번째이다.
- 커플 링은 첫회 한정반·통상 반에는 "손을 잡자"(手を繋ごう), 4,200장 한정반에는 "WOW! WOW! WOW!"이 수록되었다.
- 2012년 8월 13일자 오리콘 주간 싱글 랭킹에서 13.7만장을 판매해, 첫 등장 1위를 차지했다.[1]
- SMAP이 1년에 싱글 CD를 2장 발표하는 것은 2008년 이후 4년만이다.

## 수록곡
1. Moment
  - 작사·작곡 : 야마구치 이치로 / 편곡 : 나가오카 세이코우

TBS 《런던 올림픽 2012》 테마 송
2. 손을 잡자(手を繋ごう)
  - 작사·작곡 : 마에야마다 켄이치 / 편곡 : 시미즈 토시야
3. Moment (back track)
4. 손을 잡자 (back track)

DVD (초회 한정반 만)
1. Moment (프로모션 비디오)

CD (4,200장 한정반)
1. Moment
2. WOW! WOW! WOW!
  - 작사·작곡·편곡 : 츠나미 코우헤이
3. Moment (back track)
4. WOW! WOW! WOW! (back track)

## 차트 최고 순위
- 골드 (일본 레코드 협회)[2]
- 주간 1위 (오리콘)
- 2012년 연간 33위 (오리콘)
- 1위 (Billboard JAPAN Hot 100)
- 1위 (Billboard JAPAN Hot Singles Sales)
- 1위 (Billboard JAPAN Hot Top Airplay)
- 1위 (Billboard JAPAN Adult Contemporary Airplay)